# Марія Славона

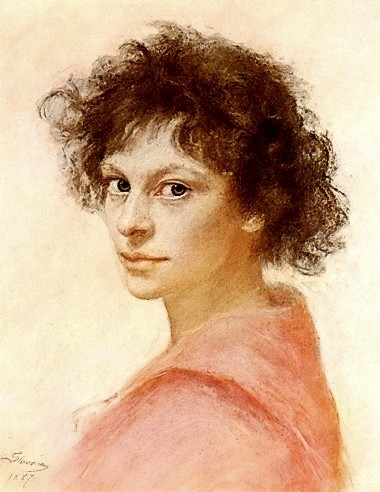
Автопортрет (1887)

Марія Славона (уроджена Марі Доретте Каролайн Шорер;14 березня 1865, Любек — 10 травня 1931, Берлін) — німецька художниця-імпресіоністка.

## Життя
Її батько був провізором і політиком, відомим своєю кампанією з підвищення якості питної води Любека. Її найстарша сестра стала однією з перших жінок-лікарів у Німеччині. У віці сімнадцяти років, після деяких неформальних уроків живопису та малювання, Марія поїхала до Берліна, щоб вчитися в приватній художній школі, а пізніше вступила до викладацького інституту при Музеї декоративного мистецтва, який відвідувала до 1886 року. Наступного року вона розпочала навчання у художній школі для жінок — Асоціації берлінських художників, де їм було дозволено вивчати анатомію та малювати з живих моделей. Офіційна Прусська академія мистецтв на той час ще була лише чоловічим закладом.

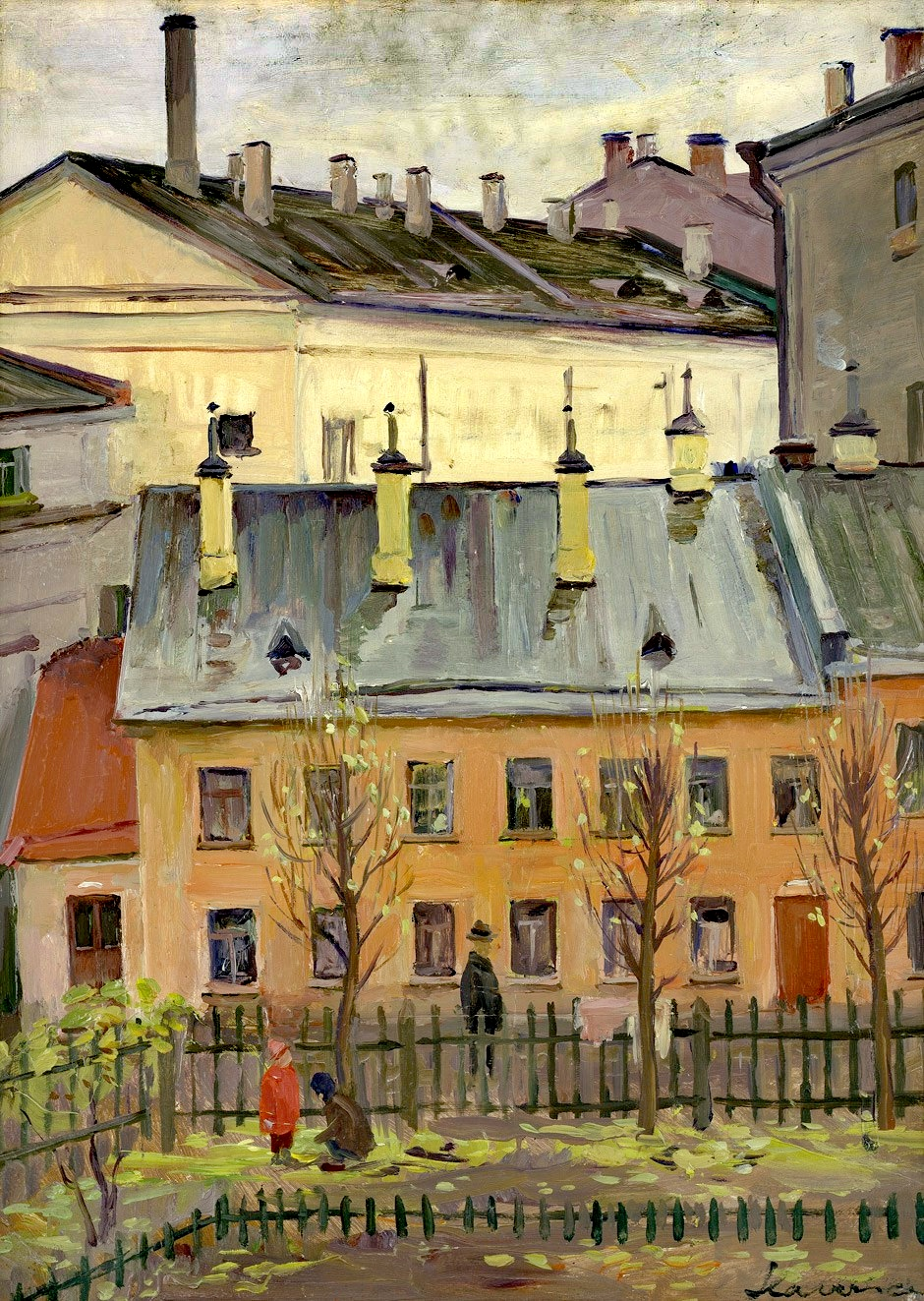
Будинки на Монмартрі (1898)

У 1888 році вона переїхала до Мюнхена, взявши приватні уроки у художника-портретиста Алоїза Ердтельта (1851—1911), а потім відвідувала Жіночу академію, де її найвпливовішим викладачем був Людвіг фон Гертерих, який познайомив її з імпресіонізмом. Пізніше, у відпустці додому, вона познайомилася з деякими скандинавськими художниками і поїхала з ними до Парижа, але, крім Лувра, була досить розчарована.

### Перші успіхи
Одним із її супутників у поїздці був данський художник Вільгельм Петерсен (1868—1923), і коли вони стали близькими друзями, вирішили взяти присвоєні їм імена для своїх творів мистецтв. Він вибрав Віллі Гретора, і вона стала Марією Славоною. У них також була позашлюбна дочка, яка згодом стала актрисою під ім'ям Лілі Акерманн. Перший експонат Славони з'явився в 1893 році в Société Nationale des Beaux-Arts, іронічно під чоловічим псевдонімом «Карл-Марія Плавона». У 1901 році Марія приєдналася до Берлінського сецесіону, повернулася до Любека в 1906 році, а в 1909 повернулася до Берліна.

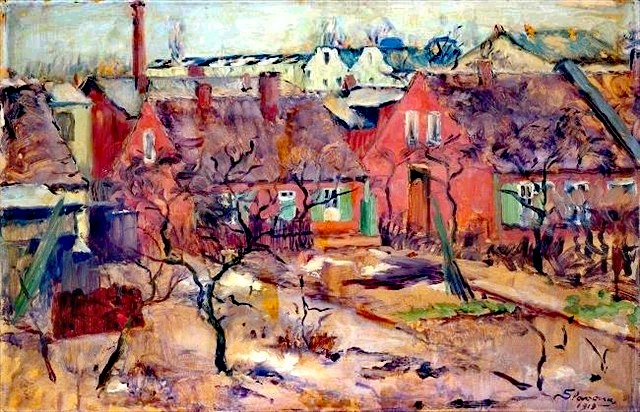
Весняна відлига біля Любека (1913)

Наприкінці 1920-тих років її здоров'я почало погіршуватись і, не знайшовши ліки традиційної медицини, вона перейшла до антропософії та натуропатії. Однак її здоров'я не покращувалося, і останні роки вона проводила, малюючи квіти та пейзажі в околицях свого будинку поблизу Мюнзінга.
Її творчість була забута на довгі роки, отримавши назву "дегенеративне мистецтво" (вироджене мистецтво) у 1933 році. Під час Другої світової війни багато її картин було знищено навмисно або внаслідок війни. Лише в 1981 р. Музей Брехана в Берліні провів значну ретроспективу.

## Подальше читання
- Маргріт Брехан: Марія Славона 1865—1931. Eine deutsche Impressionistin. Каталог виставок, Sammlung Stiftung Bröhan, Берлін та Любек, 1981 рік.
- Wulf Schadendorf: Музей Behnhaus . Das Haus und seine Räume. Малерей, Скульптур, Кунстхандверк , перероблене та розширене видання. Музей für Kunst u. Kulturgeschichte d. Ганзештадт, Любек 1976, стор.114
- Lübeckische Anzeigen; Любек, 18 березня 1920 р., Стаття: Марія Славона
- Ульріке Вольф-Томсен: Die Pariser Boheme (1889—1895): Ein autobiographischer Bericht der Malerin Rosa Pfäffiger, (розділ листів від Пфаффінгера до Марії Славони), Verlag Ludwig, Kiel 2007, ISBN 978-3-937719-39-9